# 맨션 정리

맨션 정리

기하학에서 맨션 정리(Mansion定理, 영어: Mansion's theorem)는 삼각형의 내심과 두 꼭짓점을 이어 만든 삼각형의 외심은 원래 삼각형의 외접원 위의 점이라는 정리이다.

## 정의
삼각형 {\displaystyle ABC}의 내심을 {\displaystyle I}라고 하고, {\displaystyle AI}의 연장선과 외접원의 교점을 {\displaystyle M}이라고 하자. 맨션 정리에 따르면, {\displaystyle M}은 삼각형 {\displaystyle IBC}의 외심이다. 즉, 다음이 성립한다.
{\displaystyle MI=MB=MC}

## 증명
호 {\displaystyle MC}의 원주각의 성질에 의하여
{\displaystyle \angle MBC=\angle MAC}
이며, 내심 {\displaystyle I}의 정의에 의하여
{\displaystyle \angle IBC=\angle IBA}
{\displaystyle \angle IAC=\angle IAB}
이다. 따라서
{\displaystyle \angle MBI=\angle IBC+\angle MBC=\angle IBA+\angle IAB=\angle MIB}
이다. 즉, {\displaystyle MI=MB}이다. 마찬가지로 {\displaystyle MI=MC}를 보일 수 있다.

## 따름정리
맨션 정리는 오일러 삼각형 정리를 증명하는 데 쓰인다.